# آوتاندیل ابرالیدزه
آوتاندیل ابرالیدزه (گرجی: ავთანდილ ებრალიძე؛ زادهٔ ۳ اکتبر ۱۹۹۱) بازیکن فوتبال اهل گرجستان است.

## باشگاهی
از باشگاه‌هایی که در آن بازی کرده‌است می‌توان به
باشگاه فوتبال دینامو تفلیس، باشگاه فوتبال ختافه، باشگاه فوتبال ژیل ویسنته، باشگاه فوتبال آکادمیکو ویزئو، گروه ورزشی شاوش، باشگاه ورزشی ناسیونال، باشگاه فوتبال لیتشوئس و باشگاه فوتبال آنورتوسیس فاماگوستا اشاره کرد.

## تیم ملی
وی همچنین در تیم ملی فوتبال گرجستان بازی کرده‌است.